# Cross Gene
Cross Gene (hangul: 크로스진) är ett sydkoreanskt pojkband bildat år 2012 av Amuse Korea.
Gruppen består av de sex medlemmarna Seyoung, Casper, Shin, Takuya, Sangmin och Yongseok.

## Medlemmar
| Members      | - Shin - Sangmin - Yongseok        |
|              |                                    |
| Past members | - Seyoung - J.G. - Casper - Takuya |

## Diskografi

### Album
| Albuminformation                                       | Topplacering          | Topplacering   |
| Albuminformation                                       | Sydkorea (Gaon Chart) | Japan (Oricon) |
| Koreanska                                              | Koreanska             | Koreanska      |
| ------------------------------------------------------ | --------------------- | -------------- |
| Timeless: Begins (EP-skiva) - Släppt: 11 juni 2012     | 8                     | 187            |
| Play With Me (EP-skiva) - Släppt: 13 april 2015        | 7                     | 65             |
| Game (EP-skiva) - Släppt: 21 januari 2016              | 13                    | —              |
| Mirror (EP-skiva) - Släppt: 8 februari 2017            | 2                     | —              |
| Japanska                                               |                       |                |
| Timeless: Future (EP-skiva) - Släppt: 21 november 2012 | —                     | 203            |
| With U (EP-skiva) - Släppt: 22 augusti 2013            | —                     | —              |
| Ying Yang (Studioalbum) - Släppt: 29 juni 2016         | —                     | 12             |

### Singlar
| År        | Titel                          | Topplacering          | Topplacering   |
| År        | Titel                          | Sydkorea (Gaon Chart) | Japan (Oricon) |
| Koreanska | Koreanska                      | Koreanska             | Koreanska      |
| --------- | ------------------------------ | --------------------- | -------------- |
| 2012      | "La-Di Da-Di"                  | 120                   | —              |
| 2012      | "Sky High"                     | 139                   | —              |
| 2014      | "Amazing -Bad Lady-"           | —                     | —              |
| 2014      | "I'm Not a Boy, Not Yet a Man" | —                     | —              |
| 2015      | "Play With Me"                 | —                     | —              |
| 2016      | "Noona, You"                   | —                     | —              |
| 2017      | "Black or White"               | —                     | —              |
| Japanska  |                                |                       |                |
| 2013      | "Shooting Star"                | —                     | 19             |
| 2013      | "Crazy"                        | —                     | —              |
| 2013      | "Dirty Pop"                    | —                     | —              |
| 2013      | "My Love Song"                 | —                     | —              |
| 2013      | "Page of Love"                 | —                     | —              |
| 2013      | "Aurora"                       | —                     | —              |
| 2015      | "Future"                       | —                     | 5              |
| 2015      | "Love & Peace"/"Shi-tai!"      | —                     | 2              |